# Pallenis (Asteraceae)
Pallenis là một chi thực vật có hoa trong họ Cúc (Asteraceae).

## Loài
Chi Pallenis gồm các loài:
| No. | Binomial name          | Authority                                      | Synonyms & subspecies | Distribution                                                                       | Images |
| --- | ---------------------- | ---------------------------------------------- | --- | ---------------------------------------------------------------------------------- | ------ |
| 1.  | Pallenis cuspidata     | Pomel (1874)                                   | Subspecies: *Pallenis cuspidata subsp. canescens (Maire) Greuter (1997) *Pallenis cuspidata subsp. cuspidata (1874) | Algeria, Morocco, Tunisia                                                          | [ 7 ]  |
| 2.  | Pallenis cyrenaica     | Alavi (1983)                                   | Synonyms: *Asteriscus cyrenaicus (Alavi) Dobignard (1997) | Libya                                                                              |        |
| 3.  | Pallenis hierochuntica | (Michon) Greuter (1832)                        | Synonyms: *Asteriscus aquaticus subsp. pygmaeus (DC.) O.Bolòs & Vigo (1997) *Asteriscus hierochunticus (Michon) Wiklund *Asteriscus pygmaeus (DC.) Coss. & Durieu (1853) *Odontospermum pygmaeum (DC.) O.Hoffm. (1890) *Saulcya hierochuntica Michon (1854) | Afghanistan, North Africa, Middle East, Pakistan                                   |        |
| 4.  | Pallenis maritima      | (L.) Greuter (1997)                            | Subspecies: *Pallenis maritima subsp. maritima *Pallenis maritima subsp. sericea (Maire & Wilczek) Véla (2013) | Algeria, Morocco, Tunisia                                                          |        |
| 5.  | Pallenis spinosa       | (L.) Cass. (1825)                              | Synonyms: *Asteriscus spinosus (L.) Sch.Bip. (1835-1860) *Athalmum spinosum (L.) Kuntze (1891) *Bubonium spinosum (L.) Hill (1768) *Buphthalmum spinosum L. (1753) Subspecies: *Pallenis spinosa subsp. asteroidea (Viv.) Greuter (1997) *Pallenis spinosa subsp. aurea (Willk.) Nyman (1879) *Pallenis spinosa subsp. maroccana (Aurich & Podlech) Greuter (1997) *Pallenis spinosa subsp. spinosa | Macaronesia, Mediterranean Region to Iran. Introduced in South Australia, Victoria |        |
| 6.  | Pallenis teknensis     | (Dobignard & Jacquemoud) Greuter & Jury (2003) | Synonyms: *Asteriscus teknensis Dobignard & Jacquemoud (1997) | Morocco                                                                            |        |